# Ialtris parishi
Espèce
Ialtris parishi  est une espèce de serpents de la famille des Dipsadidae.

## Répartition
Cette espèce est endémique d'Haïti. Elle se rencontre aussi sur l'île de la Tortue.

## Étymologie
Cette espèce est nommée en l'honneur de Lee H. Parish qui a collecté le premier spécimen.

## Publication originale
- Cochran, 1932 : A new snake, laltris parishi, from the Republic of Haiti. Proceedings of the Biological Society of Washington, vol. 45, p. 189-190 (texte intégral).